# Чистяков, Александр Николаевич (пародист)
Алекса́ндр Никола́евич Чистяко́в (1 января 1957 года, село Кушнаренково — 18 августа 2019 года, Уфа) — российский пародист, профессиональный певец и преподаватель.

## Биография

### Детство и юность
Александр Чистяков родился 1 января 1957 года в селе Кушнаренково Кушнаренковского района Республики Башкортостан. Родители — Чистяковы Николай Матвеевич и Нина Сергеевна по специальности агрономы. Отец любил музыку, писал стихи, прекрасно пел и танцевал степ, а самое главное — был меломаном, в доме всегда звучали грампластинки. Именно, в раннем детстве Саша впервые услышал музыку Антонио Карлоса Жобима, песни Робертино Лоретти, отечественных и зарубежных оперных певцов. Мать тоже любила петь и играла на гитаре. В первый класс средней школы пошёл в 1964 году, а в 1967 году был принят в первый класс Дюртюлинской детской музыкальной школы в класс народных инструментов (баян). Благодаря хорошему слуху и чистому голосу уже в начале обучения солировал в хоре ДМШ.
В 1969 году семья переезжает в Уфу, и Александр в 1972 году заканчивает музыкальную школу. Благодаря отличным успехам в ДМШ, победам в республиканских конкурсах юных музыкантов, навыкам игры на выборном баяне, ему предложено, минуя училище искусств, поступать, в перспективе, сразу в Институт искусств. Но у него было много других увлечений: фотография, конструирование и электроника. В школе он создал вокально-инструментальный ансамбль, для которого сам паял педали эффектов, ремонтировал аппаратуру, писал вокальные и инструментальные партитуры для музыкантов. Самостоятельно освоил игру на гитаре и детской дудочке. Именно в эти годы появился на экранах телевизоров замечательный пародист Виктор Чистяков и в продаже диск с его пародиями. Совпадение фамилий сыграло свою роковую роль, и Александр начал пародировать.

### ВУЗ
К окончанию I курса факультета «Авиационные двигатели» Уфимского авиационного института, куда Александр поступил в 1974 году, в его арсенале персонажей было уже несколько десятков голосов и многочисленные победы на вузовских, городских и республиканских студенческих фестивалях художественной самодеятельности в жанре музыкальной пародии (раньше назывался оригинальный жанр). На последних курсах института руководил вузовским ВИА «Крылья». В 1979 году ВИА за успехи в конкурсах был премирован поездкой на теплоход «Башкирия» в город Одессу для музыкального оформления туристических путешествий. Это было первое знакомство с Одессой.
После окончания вуза (1980 год), Александр работал инженером-электронщиком во Всесоюзном научно-исследовательском институте нефтепромысловой геофизики и параллельно совершенствовал своё исполнительское мастерство в ресторанах города в качестве вокалиста. За эти годы было разработано и изготовлено несколько музыкальных аналоговых синтезаторов, анализаторов спектра, собраны несколько компьютеров. Учёба с 1985 по 1986 годы на факультете повышения квалификации в Киевском политехническом институте по специальности «Микропроцессорные системы» (второе высшее образование) дала толчок к освоению новой специальности — преподавателя информатики.

### Артистическая карьера

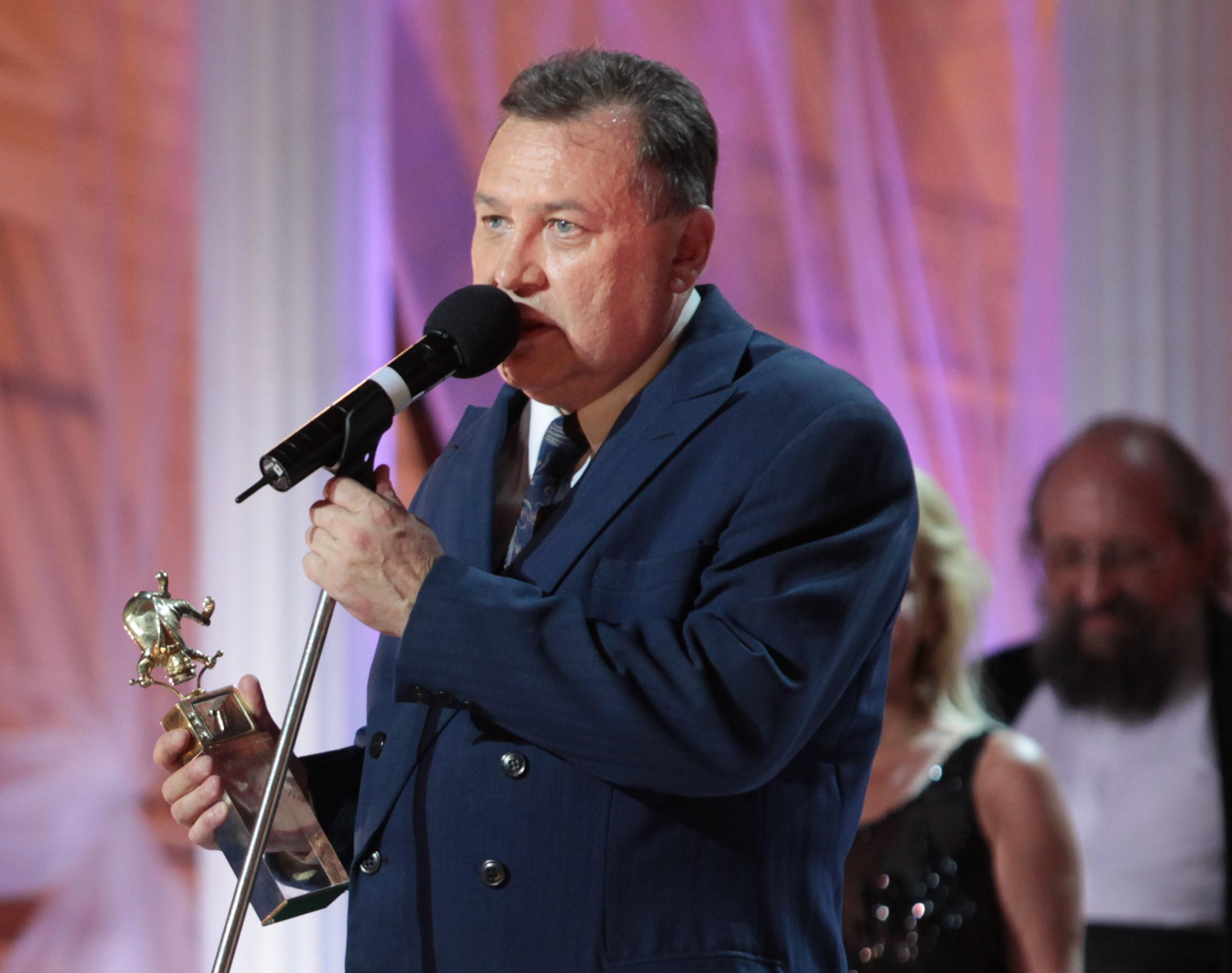
Александр Чистяков на Международном фестивале пародий «Большая разница в Одессе»

В 1995 году, впервые профессионально, участвовал в Международном фестивале-конкурсе юмора и сатиры имени Аркадия Райкина «Море смеха» в Риге, где был награждён Почётным Дипломом и Призом зрительских симпатий.
Неоднократно защищал честь управления вневедомственной охраны (УВО) при МВД РБ на республиканских, региональных и всероссийских конкурсах художественной самодеятельности — в Уфе, Красноярске и Москве. Результат — Диплом Лауреата Всероссийского конкурса художественной самодеятельности вневедомственной охраны ГУВО МВД России (2002).
В 2001 году приобрёл опыт работы в качестве ведущего на радиоканале «Ретро FM — Уфа», где вёл передачи по заявкам радиослушателей.
Работая в Уфимском автотранспортном колледже преподавателем информатики, параллельно руководил кружком КВН. Его команда «Уфимские тормоза» занимала призовые места на районных и городских юморинах.
В мае 2008 года Чистяков Александр создал ИП под названием «Школа-студия „Академия пародии им. В.Чистякова“», основным направлением деятельности которого является дополнительное музыкальное образование детей и взрослых.
В июне 2008 года Александр получил Диплом Лауреата III степени в номинации «Разговорный жанр» на Открытом фестивале юмора и эстрады в Москве.
В 2009 году принял участие во всероссийском телевизионном конкурсе народных юмористов «Ты смешной!», был награждён почётным призом и занял первое место. В августе 2010 года А. Чистяков принял участие в I Международном фестивале пародий «Большая разница в Одессе» и занял первое место в номинации «Мультипародия» — единственный из всех конкурсантов получивший максимальное количество баллов — 40.
В ноябре 2010 года Александр был награждён Народной творческой премией «Алтын Урал», учреждённой всероссийской газетой «Седой Урал», за заслуги перед Республикой Башкортостан в области пропаганды и развития эстрадного искусства. В декабре 2010 года газета «Комсомольская правда» (Башкортостан) в проекте «Лица, которые нас удивили» по результатам года объявила Александра Чистякова Номинантом Народной премии «Лица года — 2010» в номинации «Персона шоу-бизнеса».
С 2010 года сотрудничает с писателем Семёном Ламом.
4 года отработал на должности старшего преподавателя кафедры ИИТ БГАУ и параллельно руководил студией музыкальной пародии в центре эстетического воспитания, где обучал студентов нотной грамоте, вокалу, игре на музыкальных инструментах и работе со звуком в созданной им студии звукозаписи.
Артист самостоятельно подготовил и успешно провёл в городе Уфе сольные концерты — «Ба! Знакомые все!..» (1.12.10), «День Дурака во главе с Александром Чистяковым» (1.04.11), «Уфимцы на Первом» (26.11.11), «Посмеёмся вместе!» (1.04.12), «Шутить по-русски!» (24.05.12), «Осень смешно!» (27.10.12), «День Дурака в Черниковке» (31.03.13).
Весной 2013 года вместе с писателем — сатириком Айратом Еникеевым принял участие в создании сатирического телевизионного журнала «Прищепка», где исполнил и озвучил все роли и песни (см. ссылки в конце статьи).
С сентября 2013 года по сентябрь 2014 года работал руководителем студии музыкального юмора (СМЮ) студенческого клуба УГАТУ, где обучал студентов эстрадному вокалу, игре на гитаре, фортепьяно, синтезаторе, давал уроки музыкальной грамоты и теории музыки.
В апреле 2014 года Александр Чистяков организовал и провёл Уфе очередной свой юмористический первоапрельский концерт «Не держите нас за дурака!…», в котором приняли участие автор — исполнитель Александр Лынник и сатирик Айрат Еникеев.
1 апреля 2015 года артист успешно провёл в Уфе во Дворце Молодёжи первоапрельское юмористическое шоу под названием «НАЗАД в БАССР!» с участием мэтров уфимского юмора и КВН, посвящённое 40-летию сценической деятельности. Почти два часа ностальгировал весь зрительный зал…
В январе 2016 года в очередной раз был приглашён на празднование 75-летнего юбилея Питерского Метростроя (https://www.youtube.com/user/a4lm10ytb/videos).
В последнее время Александр Чистяков выступал в санаториях Башкирии. Отдыхающие курортов «Янган — Тау», «Красноусольск», «Зелёная роща» с удовольствием смеются и выздоравливают на уникальных концертах пародиста Александра Чистякова, который так и называется «СЕАНС СМЕХОТЕРАПИИ» под названием «Назад в СССР!»…Смотрите все видео (https://www.youtube.com/user/a4lm10ytb/videos)
Популярный комик Александр Чистяков умер после продолжительной болезни 17 августа 2019 года.

## Объекты пародий
Всего в репертуаре Александра Николаевича больше сорока разных персонажей.

### Вокальные
1. Леонид Утёсов;
2. Михаил Боярский;
3. Анатолий Кашепаров;
4. Владимир Мулявин;
5. Юрий Никулин;
6. Александр Розенбаум;
7. Лев Лещенко;
8. Адриано Челентано;
9. Фрэнк Синатра;
10. Людмила Зыкина;
11. Эдита Пьеха;
12. Олег Анофриев;
13. Иосиф Кобзон;
14. Валерий Ободзинский;
15. Энгельберт Хампердинк;
16. Энди Уильямс;
17. Крис Ри;
18. Эрик Клэптон;
19. Муслим Магомаев;
20. Иван Козловский;
21. Сергей Лемешев;
22. Георг Отс;
23. Клавдия Шульженко.

### Разговорные
1. Леонид Брежнев;
2. Михаил Горбачёв;
3. Борис Ельцин;
4. Владимир Жириновский;
5. Эраст Гарин;
6. Евгений Леонов;
7. Савелий Крамаров;
8. Анатолий Папанов;
9. Борис Андреев;
10. Борис Новиков;
11. Николай Озеров;
12. Николай Литвинов;
13. Армен Джигарханян;
14. Игорь Ильинский;
15. Аркадий Райкин.

## Участие в телепроектах
- 2015 год — Резонанс[12]

## Участие в фестивалях, награды и премии
- 1995 год — Международной фестиваль-конкурс юмора и сатиры имени Аркадия Райкина «Море смеха» в Риге. Почётный Диплом и Приз зрительских симпатий[3];
- 2008 год — Открытый фестиваль юмора и эстрады в Москве. Диплом Лауреата III степени в номинации «Разговорный жанр».
- 2009 год — Телепроект «Ты смешной!» на НТВ[5]. Почётный приз и первое место от Юрия Гальцева.
- 2010 год — Первый международный фестиваль пародий «Большая разница в Одессе». Первое место в номинации «Мультипародия»[6].
- 2010 год — Народная творческая премия «Алтын Урал».
- 2010 год — Номинант Народной премии «Лица года — 2010» в номинации «Персона шоу-бизнеса» (проект «Лица, которые нас удивили», газета «Комсомольская правда-Башкортостан»).